# Bildebene (Fotografie)

Technische Prinzipskizze einer Kamera
A – Stativbefestigung
B – Optische Bank/Laufboden
C – Optische Bank – Standartenhalter
D – Filmstandarte
E – Einstellscheibe/Filmkassette
F – Balgen
G – Objektivstandarte mit Platine und Objektiv (grau)
H – Bildebene/Filmebene
I – Blendenposition

Als Bildebene bezeichnet man in der Fotografie den Bereich im Bildraum des optischen Systems einer Kamera, an dem durch Einstellen der Entfernung am Objektiv eine scharfe Abbildung des in der Schärfeebene befindliche Objektes erfolgen soll. Tatsächlich werden in der Bildebene nur Objekte scharf abgebildet, die sich in der Gegenstandsweite vor der Linse befinden. Näher oder weiter entfernte Objekte werden in der Bildebene unscharf abgebildet.
Bei Video- und Digitalkameras befindet sich in der Bildebene der Bildwandler (CCD oder CMOS). Dieser ist ein elektronisches Bauelement (lichtempfindlicher Halbleiter), der das Licht – proportional zur Lichtintensität – in eine mehr oder weniger starke elektrische Spannung umwandelt.
Die Anordnung der Bildebene in einer Kamera beruht wie ihr Strahlengang auf den physikalischen Gesetzen der Optik.
Wird zur Entfernungseinstellung eine Hilfsebene verwendet, wie zum Beispiel mit einer Einstellscheibe oder einem gesonderten Schärfesensor, kann es in der Bildebene aufgrund geometrischer Abweichungen und Toleranzen zu Fokussierungsfehlern kommen.

## Markierung

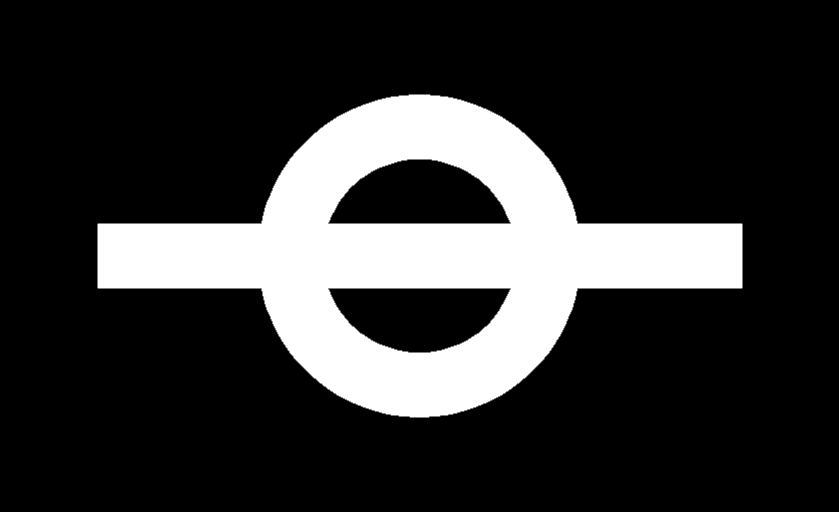
Der gerade Strich in diesem Symbol kennzeichnet die Lage der Bildebene

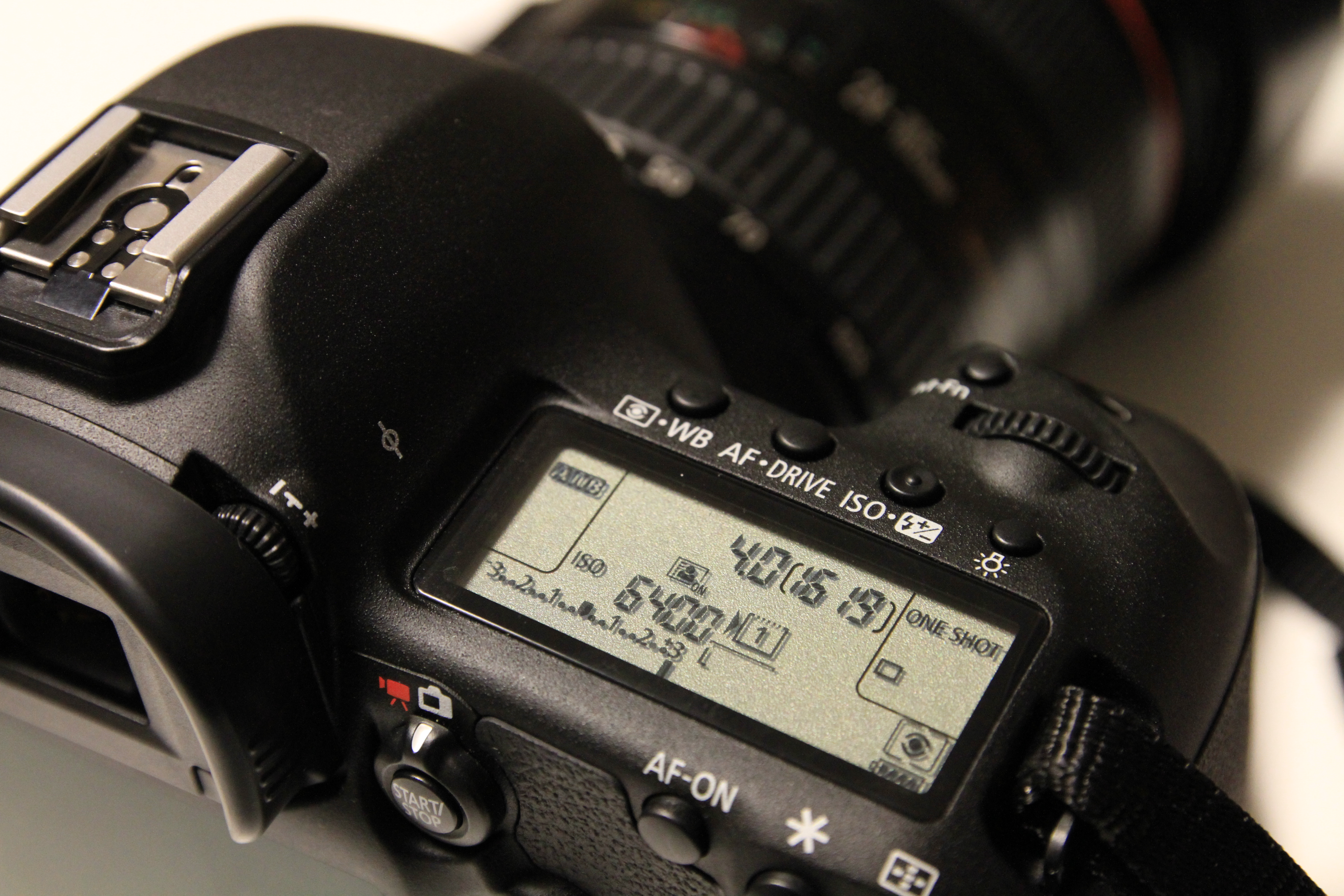
Symbol für Bildebene an einer digitalen Spiegelreflexkamera

Bei Film- und Fotokameras ist diese Abbildungsebene mit der Filmebene identisch, das heißt mit der Aufnahmeebene, an der die Belichtung der lichtempfindlichen Schicht des Films stattfindet.
Die Bildebene wird auf dem Kameragehäuse nach DIN 4522 Teil 11 mit einem standardisierten Symbol gekennzeichnet, das aus einem Kreis besteht, der durch einen geraden Strich mittig geschnitten wird. Der Strich markiert die Lage der Bildebene. Das ähnliche Zeichen ⦵ nennt sich im Englischen Plimsoll mark nach Samuel Plimsoll, der dieses Zeichen als Freibordmarke für Schiffe einführte.